# شنیاردوی
شنیاردوی نام دریاچه‌ای است در بخش دریاچه ماسوریان در استان وارمیان-ماسوریان، لهستان است.
با مساحت ۱۱۳٫۸ کیلومتر مربع (۴۳٫۹ مایل مربع) بزرگترین دریاچه لهستان است. این دریاچه همچنین بزرگترین دریاچه در پروس بوده‌است، زمانی که وارمیا-ماسوریا تحت حکومت آلمان بود.

## کتابشناسی
1. ↑  Bednarz, Klaus. Ferne und Nähe (به آلمانی). ISBN 978-3-498-00635-8.
2. ↑  "East Prussia" . Encyclopædia Britannica (به انگلیسی). Vol. 08 (11th ed.). 1911.